# Mustafa Kemal Atatürk
Mustafa Kemal Atatürk (ur. 1881 w Salonikach, zm. 10 listopada 1938 w Stambule) – turecki wojskowy, polityk i mąż stanu, współtwórca i pierwszy prezydent Republiki Turcji od roku 1923 do śmierci w 1938 roku, Mareşal.
W trakcie I wojny światowej był jednym z ważniejszych dowódców armii Imperium Osmańskiego. Po klęsce w wojnie sprzeciwił się rozbiorom Turcji i stanął na czele wojny o niepodległość. W niepodległej Turcji objął urząd prezydenta, przeprowadzając szereg reform politycznych, gospodarczych i kulturalnych, przekształcając Imperium Osmańskie w nowoczesne i świeckie państwo narodowe. Jego działania dały początek ideologii kemalistycznej. Uważany jest za jedną z najważniejszych postaci w historii Turcji i XX wieku.

## Życiorys

### Wczesny okres życia
Urodził się najprawdopodobniej w 1881 roku w Salonikach na terenie ówczesnego Imperium Osmańskiego jako syn Zübeydy Hanım i Alego Rızy Efendiego. Jego matka zajmowała się domem, ojciec był oficerem milicji i przedsiębiorcą. Jedyną siostrą Kemala, która przeżyła dzieciństwo, była Makbule Atadan (dożyła roku 1956). Rodzina Kemala jest różnie opisywana w źródłach. Według Andrew Mango rodzina należała do muzułmańskiej klasy średniej mówiącej w języku tureckim. Część źródeł wskazuje na to, że Kemal wśród najbliższych przodków miał osoby pochodzenia albańskiego bądź słowiańskiego (na co wskazują jego cechy wyglądu – blada cera, blond włosy i niebieskie oczy), niektóre sugerują nawet, że etnicznym Albańczykiem był sam Ali Rıza.
Po urodzeniu otrzymał imię Mustafa. Drugie imię Kemal (oznaczające perfekcję lub dojrzałość) nadał mu jego nauczyciel matematyki Üsküplü Mustafa Efendi lub przyjął on je sam na cześć nacjonalistycznego poety Namıka Kemala. We wczesnej młodości uczęszczał do szkoły religijnej, gdzie pomimo niechęci samego Mustafy, wysłała go matka. Za namową ojca porzucił religijną edukację i rozpoczął naukę w prywatnej szkole o bardziej świeckim charakterze. Po ukończeniu szkoły, bez konsultacji z synem, rodzice wysłali go do szkoły wojskowej w Salonikach, gdzie naukę rozpoczął w roku 1893. W 1896 roku rozpoczął naukę w Wyższej Szkole Wojskowej w Bitoli, a od 1896 roku kontynuował naukę na studiach w Osmańskiej Akademii Wojskowej w Stambule. Później ukończył Osmański College Wojskowy (1905 rok).

### Kariera wojskowa
Wkrótce po ukończeniu studiów został zatrzymany przez policję za działalność antymonarchistyczną. Kilka miesięcy spędził w więzieniu, z którego został wypuszczony po interwencji Rızy Paszy, byłego dyrektora szkoły, do której Kemal uczęszczał. Po wyjściu na wolność został w stopniu kapitana przydzielony do Piątej Armii z siedzibą w Damaszku (obecnie w Syrii). Na miejscu dołączył do tajnej grupy rewolucyjnej postępowych oficerów kierowanych przez Mustafę Cantekina. Grupa nosiła nazwę Vatan ve Hurriyet – Ojczyzna i Wolność. W dniu 20 czerwca 1907 roku został awansowany do stopnia starszego kapitana, a 13 października tego samego roku przydzielony do sztabu Trzeciej Armii w Bitoli. W Bitoli dołączył do młodotureckiej organizacji Komitet Jedności i Postępu, w której otrzymał numer członkowski 322. W późniejszych latach zdystansował się od ruchu i znany był z częstej krytyki wobec polityki kierownictwa Komitetu. 22 czerwca 1908 roku otrzymał funkcję inspektora kolei osmańskich w Rumelii Wschodniej.
W lipcu 1908 roku wziął udział w rewolucji młodotureckiej, w wyniku której przywrócono monarchię konstytucyjną. Po sukcesie rewolucji zaproponował odpolitycznienie armii, co nie spodobało się liderom Komitetu Jedności i Postępu. Został karnie odesłany do Trypolitanii (Libia), oficjalnie pod pretekstem tłumienia buntu plemiennego, jaki wybuchł tam pod koniec 1908. Po stłumieniu rebelii w styczniu 1909 roku przybył do Stambułu. W kwietniu grupa żołnierzy rozpoczęła kontrrewolucję znaną jako incydent 31 marca, zaś Kemal wziął udział w stłumieniu wystąpienia. Rok później został powołany do służby w Albanii, która pozostawała regionem niestabilnym politycznie ze względu na rebelię albańską Isy Boletiniego w Kosowie. W trakcie służby oficjalnie spotkał się z Eqremem Vlorą, późniejszym sygnatariuszem Deklaracji Niepodległości Albanii. Jesienią tego samego roku wraz z innymi tureckimi obserwatorami wojskowymi uczestniczył w manewrach we francuskiej Pikardii.
W 1911 roku ponownie trafił do osmańskiej Trypolitanii, gdzie wziął udział w walkach z Włochami. Brał udział w starciach głównie w obszarach w pobliżu Bengazi, Tobruku i Darny.
1 grudnia 1912 roku został przeniesiony na półwysep Gallipoli, gdzie wziął udział w I wojnie bałkańskiej. W trakcie kampanii brał udział w nieudanym desancie na Bulair u wybrzeży Tracji (bitwa pod Bulair). W II wojnie bałkańskiej brał udział m.in. w bitwie o Adrianopol. W 1913 roku został mianowany attaché wojskowym Imperium Osmańskiego na wszystkie państwa bałkańskie. 1 marca 1914 roku został awansowany do stopnia podpułkownika. Jego biuro znajdowało się w Sofii w Bułgarii.

#### I wojna światowa

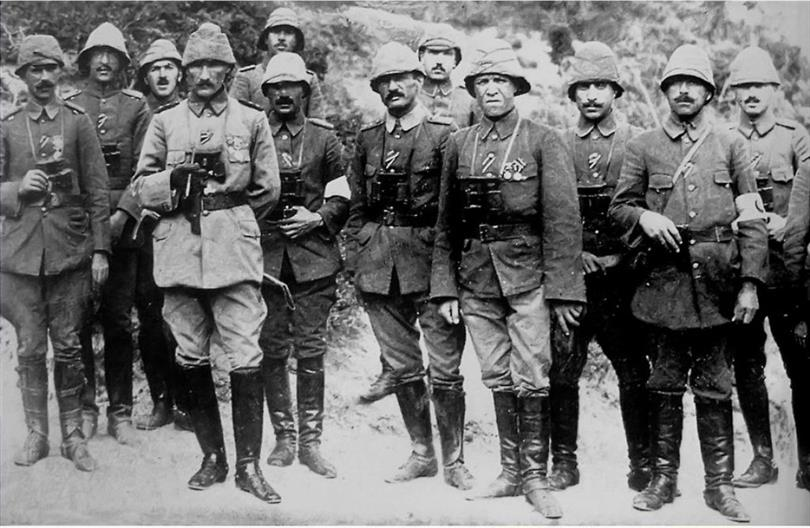
Kemal w trakcie bitwy o Gallipoli (1915)

Gdy w 1914 roku Imperium Osmańskie wraz z innymi państwami centralnymi włączyło się do I wojny światowej, Kemal otrzymał stanowisko dowódcy 19. dywizji, z którą został włączony w skład 5. armii. Był jednym z dowódców w bitwie o Gallipoli, która zakończyła się zwycięstwem jego wojsk nad koalicją wojsk brytyjsko-australijsko-nowozelandzko-francuskich. W 1916 roku uzyskał stopień generała i tytuł paszy. 14 stycznia 1916 roku przydzielono mu dowództwo XVI Korpusu 2. armii i odesłano na Kaukaz, gdzie wziął udział w walkach z Rosjanami. Dowodzone przez niego oddziały rozbiły rosyjskie wojska w Bitlis i Muş. Po serii zwycięstw nad Rosjanami rząd zaproponował utworzenie nowej armii w Hidżazie i wyznaczył Mustafę Kemala na jej dowódcę, on jednak odrzucił propozycję dowodzenia, a armia nigdy nie powstała. 7 marca 1917 roku został awansowany na dowódcę II Armii. Wkrótce po tym armia carska wycofała się z Turcji na skutek wybuchu rewolucji.
W lecie 1917 roku zastąpił Fevziego Çakmaka na jednym z dowódczych stanowisk Armii Siódmej toczącej walki z Brytyjczykami w Palestynie. Armia Siódma znajdowała się pod bezpośrednim dowództwem niemieckiego generała Ericha von Falkenhayna. Kemal i inni dowódcy tureccy (w tym İsmet İnönü) popadli z nim w konflikt i próbowali otrzymać wsparcie dla swoich wojsk ze strony wielkiego wezyra Mehmeta Talaata, który jednak zignorował ich prośby. Kemal w rezultacie zrezygnował z uczestnictwa w dowództwie Armii Siódmej i wrócił do Konstantynopola. Towarzyszył następcy tronu Mehmedowi VI w podróży koleją po Niemczech i Austro-Węgrzech. W trakcie tej europejskiej wizyty osobiście poznał cesarza Wilhelma II, któremu przepowiedział klęskę państw centralnych w wojnie.
Gdy w lipcu 1918 roku Mehmed VI został nowym sułtanem, objął on protekcją Kemala i już w sierpniu ponownie wysłał go do Siódmej Armii. Kemal dowodził siłami tureckimi w Syrii, lecz na skutek bombardowań brytyjskich został zmuszony do ewakuowania się na północ. Według biografów pozostał jedynym osmańskim generałem I wojny światowej, który nigdy nie przegrał żadnej bitwy.
30 października 1918 roku Imperium Osmańskie podpisało rozejm w Mudros z aliantami, co doprowadziło do wycofania wojsk niemieckich i austro-węgierskich z obszarów Imperium Osmańskiego. 31 października Kemal Pasza przejął dowództwo nad Grupą Armii Yıldırım (na stanowisku zastąpił Limana von Sandersa). Na wypadek inwazji aliantów zorganizował dystrybucję broni pośród cywilów w Gaziantep. Jego ostatnią misją w armii osmańskiej było zorganizowanie powrotu żołnierzy, którzy zostali pozostawieni na południu kraju. Na początku listopada 1918 roku Grupa Armii Yıldırım została oficjalnie rozwiązana, a Kemal 13 listopada 1918 roku powrócił do okupowanego przez aliantów Konstantynopola, gdzie rozpoczął pracę w Ministerstwie Wojny.

#### Wojna o niepodległość Turcji
Po zakończeniu wojny alianci zachodni (Włochy, Francja, Wielka Brytania) wraz z Grecją i Armenią podjęli decyzję o rozbiorze Imperium Osmańskiego. Kemal nie uznał decyzji o podziale i w lipcu 1919 roku zrezygnował ze służby w armii osmańskiej oraz zapowiedział rozpoczęcie wojny z siłami okupacyjnymi. Rząd osmański wydał nakaz aresztowania Kemala, a następnie zaocznie skazał go na śmierć.
4 września tego samego roku Kemal zorganizował kongres w Sivas, na którym spotkali się przeciwnicy aliantów z różnych prowincji Turcji. Kongres wydał oświadczenie o nazwie Pakt Narodowy (Misak-i Milli), w którym zawarto plany przyszłego kształtu Turcji. Sam Mustafa Kemal został mianowany przewodniczącym Komitetu Wykonawczego kongresu, co wpłynęło na jego przyszłą pozycję w państwie tureckim. W grudniu odbyły się ostatnie wybory do osmańskiego parlamentu, większość uzyskali w nich kandydaci Stowarzyszenia na Rzecz Praw do Anatolii i Rumelii, kierowanego przez Kemala.
Już w styczniu Kemal wraz ze swoimi wojskami stoczył bitwę o Kahramanmaraş, gdzie pokonał oddziały okupacyjne Francuzów i popierających ich Ormian. Zdominowany przez przeciwników aliantów parlament 18 marca 1920 roku został rozwiązany przez siły brytyjskie po tym, gdy oficjalnie przyjął Pakt Narodowy, odrzucający podział Turcji. Kemal utworzył nowy turecki parlament (powołane 23 kwietnia Wielkie Zgromadzenie Narodowe Turcji) z siedzibą w Ankarze, gdzie wówczas przebywał. Utworzenie parlamentu spowodowało dwuwładzę. Z jednej strony istniał rząd osmański sprzyjający aliantom, a z drugiej strony – niepodległościowe struktury kierowane przez Kemala.

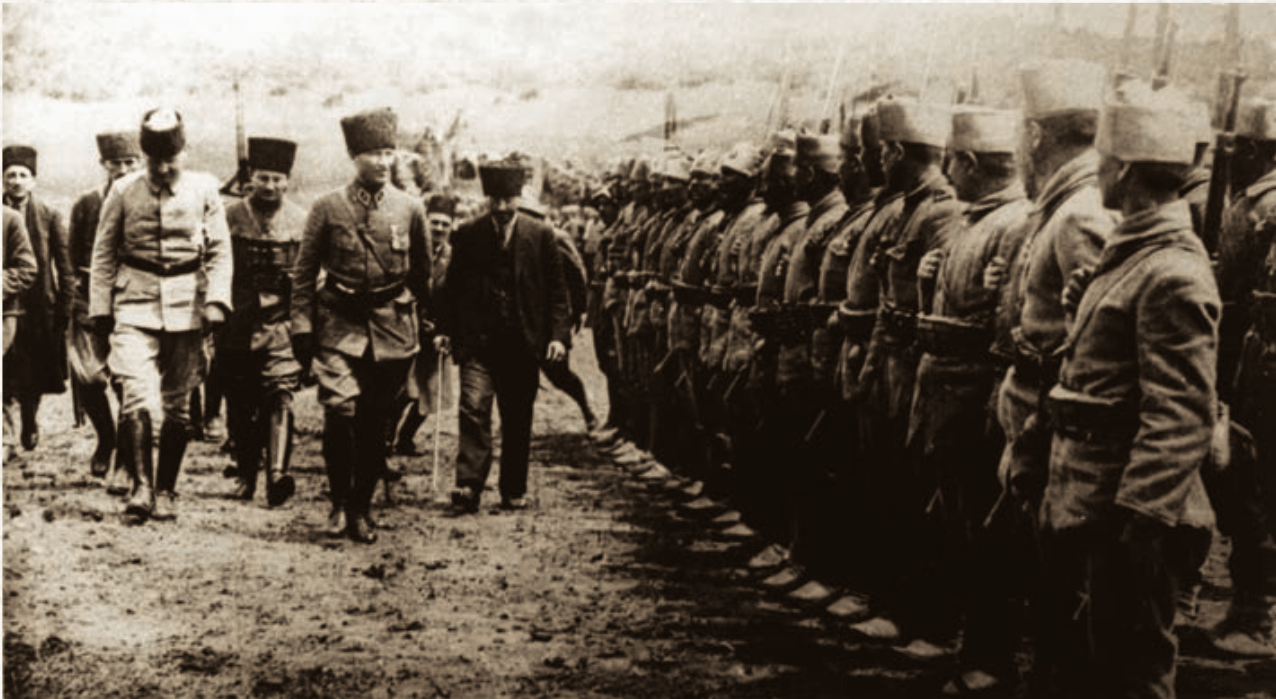
Kemal przeprowadza inspekcję wojsk tureckich 18 czerwca 1922

10 sierpnia 1920 roku wielki wezyr Damad Ferid Pasza podpisał traktat w Sèvres, finalizując w ten sposób plan podziału Imperium Osmańskiego. Wielkie Zgromadzenie Narodowe Turcji odrzuciło postanowienia traktatu jako prowadzące do rozbioru Turcji, co w konsekwencji oznaczało wojnę z Ententą. Wierne mu wojska rozpoczęły walki z alianckimi siłami okupacyjnymi, wojskami wiernymi Osmanom oraz nacierającymi na Turcję oddziałami greckimi i ormiańskimi. Kemal odniósł szereg zwycięstw nad siłami zachodnich aliantów, doprowadzając do ich ewakuacji. Na jesieni dzięki nawiązaniu współpracy politycznej i wojskowej z Rosją Radziecką udało mu się z kolei pokonać oddziały Demokratycznej Republiki Armenii w wyniku czego Turcja zdobyła dwanaście historycznych prowincji ormiańskich. Reszta Armenii weszła w skład Armeńskiej SRR, znajdującej się w strefie wpływów Rosji. W 1921 roku wojska greckie rozpoczęły ofensywę skierowaną przeciwko Turcji w zachodnich regionach kraju. Niektórzy zachodni alianci (Włochy i Francja), będący dotychczas przeciwnikami Turcji, obawiając się zbytniego wzmocnienia Grecji wsparli częściowo Turcję, wysyłając jej broń. Turcja w konflikcie została również poparta przez Rosję Radziecką, która zaoferowała Turkom pomoc zaopatrzeniową. Za dowodzenie w bitwie nad rzeką Sakarya Kemal otrzymał stopień marszałka. W tym samym roku stłumił rebelię trzech tysięcy alewickich Kurdów w regionie Sivas. Na początku 1922 roku mocarstwa zachodnie zaoferowały rozmowy pokojowe i zawieszenie broni, lecz Turcja odrzuciła je ze względu na liczne sukcesy militarne nad Grekami.

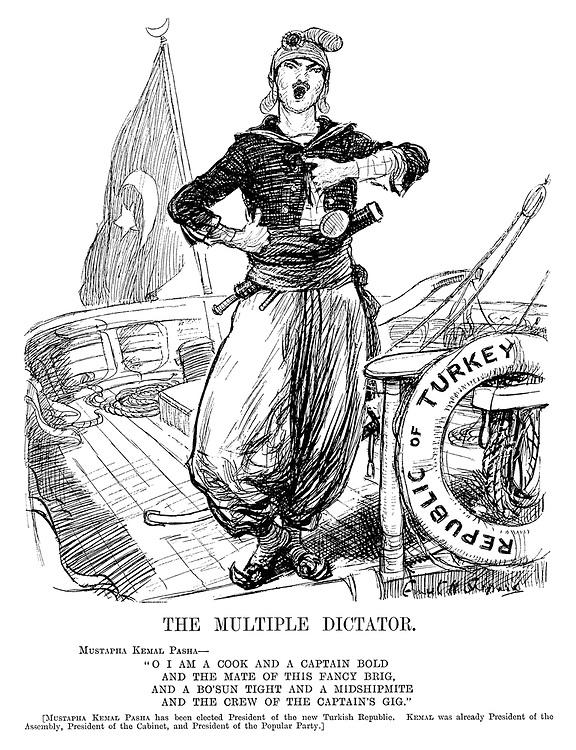
Brytyjska karykatura Turcji kemalistowskiej z 1923 roku

Rozejm wszedł w życie dopiero 15 października. Przekreślał postanowienia nieuznanego przez Turcję traktatu z Sèvres i został potwierdzony traktatem z Lozanny. Grecja utraciła na korzyść Turcji wschodnią Trację, kontrolę nad cieśninami (wyspy Imroz i Tenedos) i opcję na okręg Smyrny (Izmiru). Traktat z Lozanny rozstrzygnął jednocześnie o wymianie ludności między Grecją i Turcją. Turcja odzyskała ponadto pełne zwierzchnictwo nad Anatolią i Tracją Wschodnią oraz półwyspem Gallipoli, zlikwidowała autonomię Kurdystanu, zrzekła się roszczeń wobec terytoriów arabskich, potwierdziła uznanie wobec zawartych po 1878 r. traktatów dotyczących Cypru, Trypolitanii, Cyrenajki, Dodekanezu i Egiptu. Granice grecko-turecka i bułgarsko-turecka z obu stron podlegały demilitaryzacji. Tego samego dnia podpisano także konwencję w sprawie cieśnin, na mocy której zdemilitaryzowano brzegi Bosforu i Dardaneli oraz wyspy na Morzu Marmara.

### Prezydentura

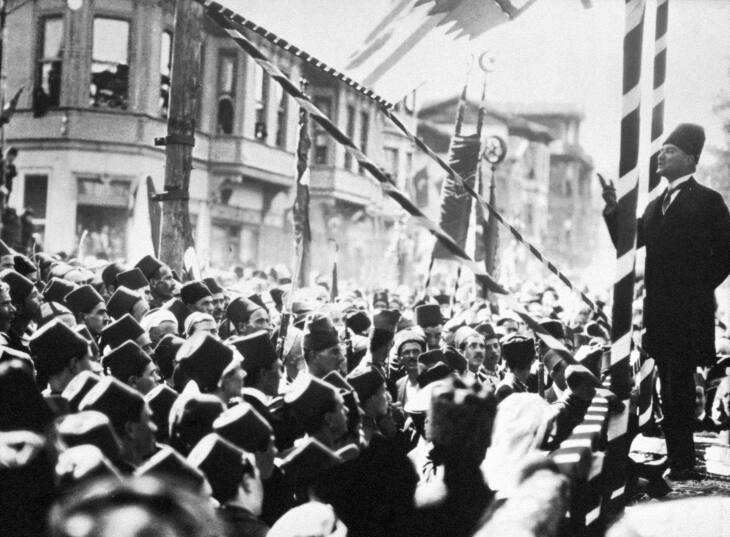
Kemal publicznie przemawiający w 1924 roku

#### Polityka wewnętrzna

##### Kształtowanie się republiki
29 października 1923 roku ogłosił utworzenie Republiki Turcji, a jego rząd został uznany na arenie międzynarodowej. Po proklamowaniu republiki przeniósł stolicę kraju ze Stambułu do centralnie położonej Ankary, będącej wcześniej prowincjonalnym miasteczkiem, a sam został wybrany pierwszym prezydentem Turcji. Nowy rząd oparł się na wzorcach zachodnich, głównie na rozwiązaniach francuskich, włoskich, szwajcarskich i szwedzkich. Podstawowym celem rządów Kemala było utrzymanie pełnej niezależności kraju (zarówno gospodarczej, finansowej, prawnej, wojskowej, jak i kulturalnej). Natychmiast po objęciu urzędu rozpoczął wprowadzanie liberalnych i wolnościowych reform, w ramach których zwesternizował kulturę turecką w stopniu, jaki był nie do pomyślenia zarówno w dawnych czasach osmańskich, jak i podczas rewolucji młodotureckiej. Oprócz tego przeprowadził liczne reformy modernizujące gospodarkę, system prawny i socjalny.
Sercem nowej republiki stał się parlament, czyli Wielkie Zgromadzenie Narodowe Turcji. Republikanie wprowadzili wolny i egalitarny system wyborczy, co zmieniło się po 1925 roku, gdy Kemal wprowadził w Turcji system jednopartyjny z Republikańską Partią Ludową. Od początku republika stała się celem ataków zwolenników starego reżimu osmańskiego oraz zwolenników nowych ideologii w tym komunizmu czy faszyzmu (obydwie ideologie Kemal odrzucał).
Ważnym punktem w historii republiki było zniesienie w dniu 3 marca 1924 roku islamskiej instytucji kalifatu, dysponującej w czasach osmańskich własnym skarbcem i personelem wojskowym. Wraz z likwidacją kalifatu prezydent zlikwidował Ministerstwo Religii i szkoły duchowne. Po zniesieniu kalifatu Kemal kontynuował laicyzację kraju, przeprowadzając likwidację sądów działających na zasadzie religijnego prawa szariatu oraz wprowadził kodeks karny. W lecie 1924 roku do Turcji na zaproszenie Kemala przybył amerykański reformator edukacji John Dewey, który pomógł republikańskiemu rządowi przeprowadzić reformę edukacji w świeckim stylu (od reformy częściowo odstąpiono po śmierci przywódcy) oraz dopuścił do edukacji kobiety.
W ramach kampanii europeizacji prowadzonej od jesieni 1925 roku zachęcał Turków do noszenia nowoczesnych strojów europejskich, które miały zastąpić te zakorzenione w kulturze Bliskiego Wschodu. Do noszenia europejskich strojów na mocy reformy z 1925 roku zobligowani zostali urzędnicy państwowi. Reforma ta zezwoliła kobietom nosić stroje odbiegające od sztywnych norm kulturowych islamu. Sam przywódca w prywatnych wypowiedziach opowiadał się przeciwko zasłanianiu twarzy przez muzułmanki oraz poddawał publicznej krytyce islamskich duchownych oraz arystokrację.

##### Islamski opór względem reform

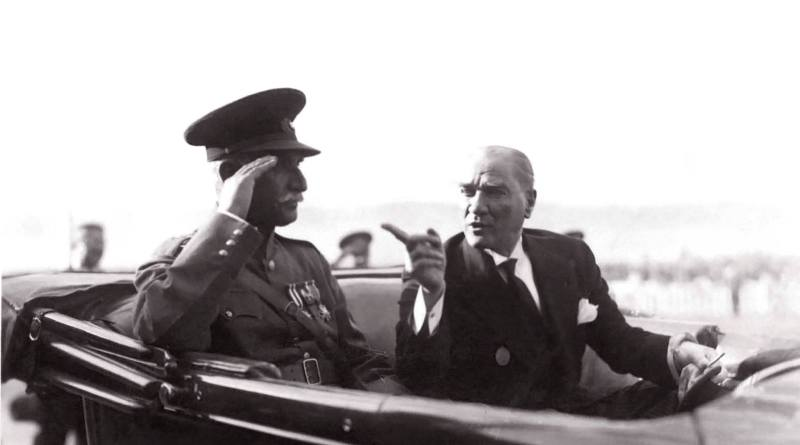
Kemal w trakcie spotkania z Rezą Szahem Pahlawim w 1934 roku

Zniesienie kalifatu i inne reformy kulturalne spotkały się z ostrą opozycją ze strony kręgów konserwatywnych, które rozpoczęły ataki na reformatorów. Jeszcze w 1924 roku ortodoksyjny Szejk Said rozpoczął organizację antyrządowej rebelii, do której pozyskał kurdyjskie plemiona. Szejk skrytykował zniesienie kalifatu, przyjęcie kodeksu cywilnego na podstawie wzorców zachodnich, likwidację poligamii i obowiązkowe śluby cywilne. Szejk wraz z innymi przeciwnikami rządu (określanego przez nich jako antyislamski) rozpoczęli rebelię, mającą na celu wprowadzenie szariatu. Siły islamistów zaatakowały m.in. Elazığ i Diyarbakır. Rebelia nie powiodła się i jeszcze w tym samym roku została stłumiona przez siły wierne republikanom. Część zmian nie spodobała się również niektórym parlamentarzystom. Grupa parlamentarzystów złożyła 8 listopada 1924 roku wniosek o odwołanie z urzędu Kemala, został on jednak odrzucony 148 głosami (18 parlamentarzystów opowiedziało się za jego odwołaniem). 17 listopada grupa parlamentarzystów odłączyła się od Republikańskiej Partii Ludowej i założyła opozycyjną Republikańską Partię Postępową, którą zasiliło 29 parlamentarzystów. Wśród założycieli partii znaleźli się także dotychczasowi najbliżsi sojusznicy prezydenta z okresu wojny o niepodległość. Program gospodarczy Republikańskiej Partii Postępowej był liberalny, przez co kontrastował z socjalizmem państwowym Kemala. Najbardziej znaczącą różnicą był jednak konserwatyzm społeczny i sprzeciw wobec modernistycznej oraz w bardziej ograniczony sposób świeckiej polityki rządu.
W 1926 roku uniemożliwiono zamach na Kemala w Izmirze. Autorem zamachu miał być dotychczasowy sojusznik prezydenta, który sprzeciwił się zniesieniu kalifatu. Rząd wykorzystał sytuację do rozprawy z konserwatywną opozycją. Umożliwiło to odkrycie przez sąd powiązań między rebelią islamską a Republikańską Partią Postępową. Kemal wykorzystał ten fakt i zdelegalizował opozycyjną partię.

##### Zmiany kulturowe i emancypacja kobiet
W latach po 1926 roku wprowadził kolejne radykalne reformy, które stanowiły przekreślenie dotychczasowego dziedzictwa Imperium Osmańskiego. Kemal jako pierwszy przywódca w świecie islamu dokonał oddzielenia prawa islamskiego od świeckiego, co uczynił 4 października 1926 roku wprowadzając wzorowany na szwajcarskim kodeks cywilny, w którym prawa kobiet i mężczyzn w sprawach takich jak dziedziczenie i rozwód zostały zrównane. Okres jego rządów był też okresem rozwoju kultury tureckiej. Sam Kemal uważał, że „kultura jest podstawą Republiki Tureckiej”. W 1927 roku otworzył Muzeum Sztuki i Rzeźby, w którym znalazł się szereg rzeźb, które dotychczas w islamskiej Turcji były wykonywane bardzo rzadko (w islamie były one uważane za bałwochwalstwo). W połowie lat 20. przeprowadził dalszą reformę edukacyjną, która zakładała upaństwowienie szkół. W ramach dalszej europeizacji wprowadził kalendarz gregoriański, alfabet łaciński, przeprowadził reformę języka tureckiego, usuwającą z niego słowa pochodzenia arabskiego i wprowadził nazwiska. Sam wybrał dla siebie nazwisko: „Atatürk”, czyli „Ojciec Turków”, którego nie wolno było nosić żadnemu innemu Turkowi.
11 sierpnia 1930 roku przywrócił system wielopartyjny. W ramach tej polityki powstała Liberalna Partia Republikańska (Serbest Cumhuriyet Fırkası) stanowiąca centrową opozycję wobec reform Atatürka. Partia okazała się jednak słaba i już w listopadzie 1930 roku dokonała samorozwiązania. Bardziej trwały okres wielopartyjności rozpoczął się w Turcji dopiero w połowie lat 40. W 1933 roku w ramach reformy edukacyjnej zarządził reorganizację Uniwersytetu Stambulskiego, który został przekształcony w nowoczesną instytucję. Na jego polecenie przetłumaczono na język turecki Koran, co odbyło się nie bez protestów ortodoksów religijnych. 5 grudnia 1934 roku Turcja w pełni zrównała kobiety i mężczyzn w prawach politycznych (przed kilkoma innymi europejskimi państwami). W wyborach do parlamentu z 1935 roku spośród łącznie 395 parlamentarzystów 18 było płci żeńskiej (w porównaniu do np. 9 kobiet spośród 615 członków brytyjskiej Izby Gmin czy 6 spośród 435 w Izbie Reprezentantów Stanów Zjednoczonych).

#### Republika Ararat
W drugiej połowie lat 20. w prowincji Ağrı wybuchło powstanie kurdyjskich separatystów. Siły rebelianckie liczące od 5 do 8 tysięcy powołały w 1927 roku nieuznaną międzynarodowo Kurdyjską Republikę Ararat. Rebelianci bezskutecznie próbowali zyskać poparcie społeczności kurdyjskiej w sąsiednich państwach. Rebelia upadła na początku lat 30. na skutek ofensywy militarnej i lotniczej armii tureckiej.

#### Polityka zagraniczna

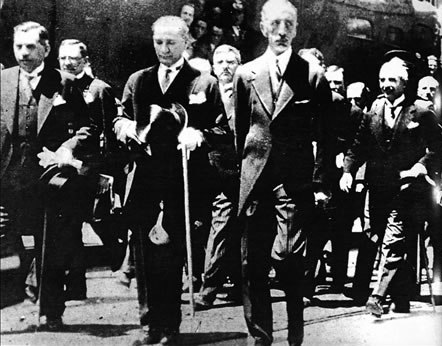
Kemal z królem Iraku Fajsalem I w 1931 roku

Politykę zagraniczną Atatürka określało jego motto pokój w kraju, pokój na świecie. By zapewnić krajowi pokój, władze dążyły do wygaszania konfliktów z państwami ościennymi. Celem tej polityki było skupienie się na polityce wewnętrznej, gospodarczej i kulturalnej kraju. Stanowisko Atatürka wywarło olbrzymi wpływ na historię Turcji w XX wieku i przyczyniło się do rozpowszechnienia w społeczeństwie tureckim silnych nastrojów izolacjonistycznych i pacyfistycznych.

##### Spór o Mosul
W latach 20. Turcja wdała się w spór z Wielką Brytanią o kontrolę nad prowincją Mosulu. Mosul w trakcie I wojny światowej został zdobyty przez siły brytyjskie trzy dni po podpisaniu rozejmu, a więc nielegalnie. Turcy nie pogodzili się z utratą bogatej w ropę naftową prowincji, a duże grono Turków chciało zdecydowanej reakcji w tej sprawie. W 1923 roku Mustafa Kemal przekonał parlament do wstrzemięźliwości i przyjęcia arbitrażu, jaki zaoferowała Liga Narodów. Brytyjczycy celowo opóźniali rozmowy, wykorzystując niepokoje na kurdyjskich obszarach Turcji, oraz wspierali na różne sposoby islamskich rebeliantów. W rezultacie, gdy Liga Narodów utworzyła w 1925 roku komitet arbitrażowy, islamiści byli już w pełni sił, co uniemożliwiło przyłączenie spornych obszarów do Turcji.

##### Relacje z Rosją i ZSRR

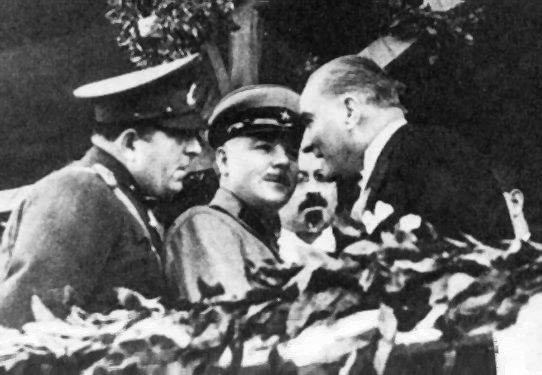
Kemal i Klimient Woroszyłow w 1933

Kemal 26 kwietnia 1920 roku wysłał list do przywódcy Rosyjskiej FSRR, Włodzimierza Lenina, w którym poprosił rząd bolszewicki o pomoc wojskową i pieniężną. W zamian zaoferował Rosjanom koordynację działań wojskowych w celu walki z rządami imperialistycznymi. Lenin przychylnie odniósł się do tureckiej prośby i jeszcze w tym samym roku Rosja dostarczyła kemalistom 6 tysięcy karabinów, 5 mln sztuk amunicji, 17 600 pocisków oraz 200,6 kg złota. Pomoc napływała i stale rosła przez kolejne dwa lata.
W marcu 1921 roku przedstawiciele Wielkiego Zgromadzenia Narodowego Turcji w trakcie wizyty w Moskwie podpisali układ o przyjaźni i braterstwie rosyjsko-tureckim. Układ był przełomem dyplomatycznym, który umożliwił podpisanie w październiku kolejnego traktatu. Traktat z Kars podpisany przez Turcję, Rosję, Gruzińską Socjalistyczną Republikę Radziecką i Azerską Socjalistyczną Republikę Radziecką umożliwił Turcji poszerzenie swoich północno-wschodnich obszarów kosztem radzieckiej Armenii. Od tamtego czasu relacje pomiędzy ZSRR a Turcją były przyjazne i oparte na niechęci do Wielkiej Brytanii i Zachodu.
W kolejnych latach ZSRR wspierał Turcję na arenie międzynarodowej, m.in. w 1925 roku poparł tureckie żądania w kwestii Mosulu. W podzięce Kemal 17 grudnia 1925 roku podpisał z ZSRR traktat o nieagresji, który w 1935 roku został przedłużony na kolejne 10 lat. W 1933 roku w dniu obchodów rocznicy ustanowienia republiki odwiedził Turcję radziecki komisarz spraw wojskowych Klimient Woroszyłow, który spotkał się z Kemalem, a ten przedstawił mu swoje stanowisko w zakresie realizacji planu ekonomicznej federacji bałkańskiej łączącej Turcję, Grecję, Rumunię, Jugosławię i Bułgarię.
Do pogorszenia relacji z ZSRR doszło w drugiej połowie lat 30., gdy Mustafa Kemal próbował nawiązać bliższe stosunki z Wielką Brytanią i innymi mocarstwami zachodnimi. Przez te działania prezydent Turcji został surowo oceniony w drugiej edycji Wielkiej Encyklopedii Radzieckiej (1953).

##### Status Dardaneli
Dardanele (cieśnina) zostały zdemilitaryzowane na skutek konferencji w Lozannie. W rezultacie oznaczało to swobodny przepływ przez nie statków handlowych i okrętów wojennych wszystkich państw. Postanowieniom konferencji w Lozannie przez cały czas ich obowiązywania sprzeciwiała się Turcja, która uważała cieśniny czarnomorskie za swoje wody wewnętrzne. Kemal po dokonanej przez Niemców remilitaryzacji Nadrenii rozpoczął starania o zmianę postanowień z Lozanny. Mocarstwa zachodnie zgodziły się i w efekcie Turcja uzyskała większe prawa do cieśniny na mocy konwencji z Montreux z 20 lipca 1936 roku.

##### Sojusz z Grecją
Zarówno Kemal, jak i premier Grecji Elefterios Wenizelos dążyli do normalizacji stosunków grecko-tureckich. Kemal dążył też do powstrzymania antygreckich nastrojów pośród społeczności tureckiej, starając się m.in. usuwać ze sfery publicznej sztukę przedstawiającą działania wojny turecko-greckiej. Wenizelos w trakcie kolejnych kadencji zrezygnował z wszelkich roszczeń terytorialnych względem Turcji i 30 kwietnia 1930 roku strony podpisały umowę o poszanowaniu granic. 25 października tego samego roku Wenizelos odwiedził Turcję, a obaj przywódcy podpisali traktat o przyjaźni. Polityka ta przyczyniła się do wieloletniej poprawy wzajemnych relacji, które trwały jeszcze po śmierci obu liderów. Obydwaj przywódcy darzyli się  sympatią i podziwem, sam  Wenizelos  w 1934 roku zgłosił jego kandydaturę do Pokojowej Nagrody Nobla.

##### Pakt bałkański

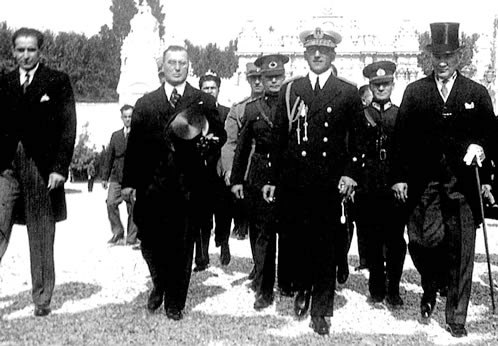
Wizyta króla Jugosławii Aleksandra I, 4 października 1933, Pałac Dolmabahçe, Stambuł

Na początku lat 30. agresywna polityka Mussoliniego w basenie Morza Śródziemnego i możliwość sojuszu Bułgarii z Niemcami skłoniła Kemala do porzucenia dotychczasowej neutralnej polityki zagranicznej. Turcja rozpoczęła inicjatywy zmierzające do sojuszu między państwami bałkańskimi. Sojusz miał polegać na zasadzie równości między poszczególnymi państwami regionu. Pakt w obronie istniejących granic został podpisany przez Turcję, Grecję, Jugosławię i Rumunię.

#### Polityka wschodnia
Turcja w polityce wschodniej bliższe relacje nawiązała z Afganistanem, który pod rządami Amanullaha Chana próbował przejść proces wewnętrznych reform. Afgański minister spraw zagranicznych Mahmud Tarzi był zwolennikiem polityki wewnętrznej Mustafy Kemala i zachęcał Chana do przeprowadzenia reform społecznych i politycznych na wzór kemalizmu, które jednak, według niego, powinny być wprowadzane przy równoczesnym umacnianiu władzy autorytarnej. Tarzi jeszcze bardziej przesunął się politycznie w stronę Turcji po izolacji Afganistanu przez Wielką Brytanię, która nastąpiła po radziecko-afgańskim układzie o przyjaźni z 1928 roku. Jeszcze w 1928 roku Tarzi wraz z żoną zostali przyjęci w Stambule przez Kemala. Efektem spotkania było podpisanie 22 maja przez oba państwa układu o przyjaźni i współpracy. Kemal pomógł afgańskiemu królowi uzyskać przez Afganistan w 1934 roku członkostwo w Lidze Narodów.
Drugim ważnym sojusznikiem Turcji okazał się Iran rządzony przez Rezę Szaha Pahlawiego. Kemala i Rezę łączyła niechęć do brytyjskiego imperializmu. Misje dyplomatyczne obu państw zadeklarowały przyjaźń między narodami już w trakcie tureckiej wojny niepodległościowej. Turcja w tym okresie zapewniała Iranowi poparcie dla zachowania przez niego niepodległości i integralności granic. Stosunki stały się napięte po zniesieniu kalifatu. Szyiccy duchowni w Iranie skrytykowali laicką politykę rządu Turcji. Napięcie we wzajemnych relacjach minęło, gdy Reza rozpoczął w latach 30. w swoim państwie proces modernizacji.
8 lipca 1937 roku Turcja, Iran, Irak i Afganistan podpisały pakt w Teheranie. Sygnatariusze zobowiązali się do ochrony granic (co związane było z agresywną polityką prowadzoną wtedy przez reżim Benito Mussoliniego), nieagresji oraz konsultacji w sprawach będących przedmiotem zbiorowego zainteresowania.

#### Polityka gospodarcza

Kemal w trakcie wizytacji lotniska w 1932 roku

Mustafa Kemal rozpoczął proces tworzenia małych i dużych przedsiębiorstw na większą skalę oraz kształtowanie warstw społecznych, które praktycznie nie istniały w czasie Imperium Osmańskiego. Głównym problemem polityki gospodarczej tego okresu było opóźnienie w rozwoju instytucji politycznych. Politykę ekonomiczną wraz z Kemalem opracowywał İsmet İnönü. Obydwaj działacze przyjęli dla Turcji kurs kontroli gospodarki przez państwo, zrównoważonego rozwoju i eliminacji obcego kapitału. Według niektórych autorów Atatürk stworzył system gospodarczy będący trzecią drogą pomiędzy socjalizmem, a kapitalizmem. W okresie kemalistowskim dużemu rozwojowi uległa branża tytoniowa dotychczas kontrolowana przez spółki francuskie. Kemal przeprowadził ich nacjonalizację, zwiększając tym samym dochody Turcji z eksportu tej rośliny. W 1929 roku do kraju dotarł wielki kryzys, na który Kemal zareagował dalszym zwiększeniem kontroli państwa nad gospodarką, utworzeniem banku centralnego i wprowadzeniem kontroli nad kursami walut.
W latach 1930–1935 przeprowadził pięcioletni plan gospodarczy, którego celem była modernizacja i uniezależnienie gospodarcze Turcji. Mimo sukcesu planu dotychczasowy kurs został odrzucony przez jego następców, którzy przyjęli doktrynę wolnorynkową. Sam Kemal po zakończeniu kryzysu stopniowo z etatyzmu przesunął się w stronę większego liberalizmu gospodarczego, co spowodowane było po części działaniami opozycyjnej Liberalnej Partii Republikańskiej, a w 1932 roku mianował ministrem gospodarki liberalnego ekonomistę Celâla Bayara; on też w październiku 1937 roku został przez niego mianowany premierem rządu. Bayar zyskał po śmierci Kemala jeszcze większe wpływy i w 1939 roku otworzył gospodarkę na Zachód, podpisując traktaty ekonomiczne z Francją i Wielką Brytanią (co było zresztą pierwszym krokiem do sojuszu z tymi państwami).
Sukcesami ekonomicznymi Kemala było m.in. utworzenie w 1925 roku Tureckiego Stowarzyszenia Lotniczego (poprzez jego dyrektywę), budowa w 1935 roku zakładów bawełnianych, uruchomienie rok później fabryki samolotów (gdzie powstały pierwsze tureckie samoloty – Nu D.36 i Nu D.38) oraz budowa przemysłu samochodowego.
Dzięki jego reformom Turcja do połowy lat 30. wkroczyła na ścieżkę rozwoju charakterystyczną dla społeczeństw przemysłowych Europy Zachodniej, zachowując przy tym gospodarczą stabilność.

### Choroba i śmierć
W ciągu 1937 roku zdrowie Atatürka zaczęło się pogarszać. Na początku 1938 roku udał się do Stambułu na leczenie, gdzie zdiagnozowano marskość wątroby. Mustafa Kemal Pasza zmarł 10 listopada 1938 r. (w wieku 57 lat) w Pałacu Dolmabahce w Stambule o godzinie 9:05. Uroczystości pogrzebowe trwały kilka dni. Po trzydniowym wystawieniu na widok publiczny trumna została przewieziona do parku Gülhane w takt marszu żałobnego Fryderyka Chopina. Pogrzeb Atatürka odbił się szerokim echem na całym świecie. Swoje delegacje wysłało 17 państw, a 9 z nich włączyło przedstawicieli armii do orszaku żałobnego. Szereg organizacji muzułmańskich, w tym Liga Muzułmańska (według której był on prawdziwie wielką osobowością świata islamu, wielkim generałem i wielkim mężem stanu, który zainspiruje muzułmanów na całym świecie do odwagi, wytrwałości i męskości) wydało oświadczenia upamiętniające jego działalność. Następnie krążownik zabrał trumnę do Izmiru, skąd koleją przewieziono ją do Ankary, gdzie została złożona początkowo w Muzeum Etnograficznym, a w 1953 przeniesiona do poświęconego mu mauzoleum.

## Życie prywatne
Był związany z kilkoma kobietami, najsławniejszymi z nich były Eleni Karinte, Fikriye Hanım, Dimitrina Kowaczewa i Latife Uşşaki. Ta ostatnia (ubierająca się na wzór zachodni i nowoczesna) była w Turcji najbardziej popularna.
Atatürk adoptował trzynaścioro dzieci: chłopca i dwanaście dziewcząt. Spośród nich najbardziej znana jest Sabiha Gökçen, pierwsza kobieta pilot w Turcji i pierwsza na świecie kobieta, która została pilotem myśliwca.

## Awanse
- porucznik (Mülâzım-ı sânî)- 10 lutego 1902
- starszy porucznik (Mülâzım-ı evvel) – 1903
- kapitan (Yüzbaşı) – 11 stycznia 1905
- starszy kapitan (Kolağası) – 20 czerwca 1907
- major (Binbaşı) – 27 listopada 1911 roku[121]
- podpułkownik (Kaymakam) – 1 marca 1914
- pułkownik (Miralay) – 1 czerwca 1915
- generał-major (Mirliva) – 1 kwietnia 1916
- Marszałek Turcji (Müşîr; po wejściu w życie ustawy z 26 listopada 1934 roku nazwę stopnia zmieniono na Mareşal[122]) – 19 września 1921[123]

## Nagrody i odznaczenia

### Republika Turecka
- Medal Niepodległości ze wstążką parlamentarno-wojskową[124] (Kırmızı-yeşil şeritli İstiklâl Madalyası) – 21 listopada 1923

### Turecki Rząd Narodowy
- Tytuł Wojownika – 19 września 1921[125]

### Imperium Osmańskie
- Wielka Wstęga Orderu Medżydów (Mecidiye Nişanı 1. Sınıf) – 16 grudnia 1917
- Komandor I klasy Orderu Osmana (Osmaniye Nişanı 2. Sınıf) – 1 lutego 1916
- Komandor I klasy Orderu Medżydów (Mecidiye Nişanı 2. Sınıf) – 12 grudnia 1916
- Komandor II klasy Orderu Osmana (Osmaniye Nişanı 3. Sınıf) – 1 lutego 1915
- Kawaler Orderu Osmana (Osmaniye Nişanı 4. Sınıf) – 6 listopada 1912
- Kawaler Orderu Medżydów (Mecidiye Nişanı 5. Sınıf)- 25 grudnia 1906
- Złoty Medal Imtiyaz (Altın İmtiyaz Madalyası) – 23 września 1917
- Złoty Medal Liakat (Altın Liyakat Madalyası) – 17 stycznia 1916
- Srebrny Medal Imtiyaz (Gümüş İmtiyaz Madalyası) – 30 kwietnia 1915
- Srebrny Medal Liakat (Gümüş Liyakat Madalyası) – 1 września 1915
- dwukrotnie Medal Wojenny (iki kere Harp Madalyası) – 15 lipca 1915[126][127] i 11 maja 1918[128]

### Odznaczenia zagraniczne
Afganistan:
- Order Aliyülala – 27 marca 1923

Austro-Węgry:
- Krzyż Zasługi Wojskowej (Militärverdienstkreuz) – 27 lipca 1916
- Medal Zasługi Wojskowej „Signum Laudis” (Militärverdienstmedaille „Signum Laudis”) – 9 września 1917
- Medal Waleczności (Tapferkeitsmedaille) – 27 lipca 1916

Bułgaria:
- Komandor Orderu św. Aleksandra (Орден Св. Александръ III степен) – 23 marca 1915

Francja:
- Oficer Legii Honorowej (Officier de la Légion d’honneur) – 11 marca 1914

Niemcy:
- Order Królewski Korony[129] (Königlicher Kronenorden) – 19 lutego 1918
- Krzyż Żelazny I klasy (Eisernes Kreuz I. Klasse ) – 9 września 1917
- Krzyż Żelazny II klasy (Eisernes Kreuz II. Klasse ) – 9 września 1917

## Upamiętnienie
Pomimo radykalnych świeckich reform pozostaje postacią popularną w świecie islamskim. Pamiętany jest jako twórca w pełni niepodległego państwa i zwycięzca w walce z zachodnim imperializmem. Szczególnym szacunkiem darzony jest w Turcji, gdzie jego imię nosi wiele instytucji publicznych (m.in. port lotniczy Stambuł-Atatürk, most Atatürka, Atatürk Olimpiyat Stadyumu, zapora Atatürka), istnieje duża liczba jego pomników. Jego portret znajduje się we wszystkich budynkach publicznych, w tym w szkołach, jak również w podręcznikach szkolnych, banknotach czy domach wielu tureckich rodzin. Do tej pory minutą ciszy powszechnie czczona jest rocznica jego śmierci (09:05 10 listopada). W 1951 roku rząd Partii Demokratycznej wprowadził prawo zakazujące obrażania jego pamięci, które jest współcześnie w Turcji surowo przestrzegane.

## Twórczość
- Manewry, ćwiczenia brygady armii i kompanii kawalerii Armii Cumali

## Atatürk w literaturze (przekłady polskie)
- Orhan Pamuk, Śnieg, Wydawnictwo Literackie, 2006
- Jeffrey Eugenides, Middlesex, Wydawnictwo Sonia Draga, 2004